# Achille Bonito Oliva

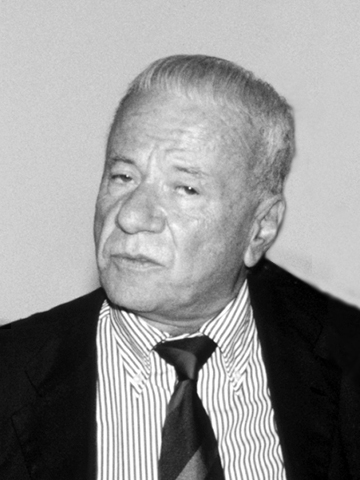
Achille Bonito Oliva (2003)

Achille Bonito Oliva (* 4. November 1939 in Caggiano, Provinz Salerno) ist ein italienischer Kunsthistoriker, Kunstkritiker und Autor. Oliva zählt zu den grundlegenden Kunsttheoretikern für Zeitgenössische Kunst in Italien. Er prägte Ende der 1970er Jahre den Begriff der italienischen Transavanguardia (Transavantgarde).

## Leben und Werk
Achille Bonito Oliva graduierte 1961 in Rechtswissenschaften; im Anschluss studierte er Literatur mit Schwerpunkt Poetik. Mitte der 1960er Jahre wurde er Mitglied der neoavantgardistischen Schriftstellervereinigung Gruppo 63. 1967 verfasste er den Lyrikband Made in Mater und 1968 Fiction Poems. 1968 zog er nach Rom, wo er als Kommentator und Kritiker im Bereich der Gegenwartskunst tätig war. 1980 veröffentlichte Oliva sein Werk La Transavanguardia Italiana, das den dogmatischen Überbau für die aus der Arte Povera hervorgegangenen jungen Maler Sandro Chia, Francesco Clemente, Enzo Cucchi oder Mimmo Paladino lieferte und schlagartig Nachwirkung auf weitere europäische Künstler, beispielsweise die Neuen Wilden in Deutschland oder die Figuration Libre in Frankreich hatte. Als Mittler der Transavanguardia organisierte Bonito Oliva ab Anfang der 1980er Jahre zahlreiche Ausstellungen wie die Aperto 80 im Zuge seines Kuratoriums bei der 39. Biennale von Venedig 1980 oder die Avanguardia transavanguardia 1982 in Rom. 1993 übernahm er die Kuratoriumsleitung der 45. Biennale. 2007 leitete Achille Bonito Oliva die Ausstellung Transcendental Realism: The Art Of Adi Da Samraj in der 52. Biennale von Venedig.
Achille Bonito Oliva veröffentlichte zahlreiche Abhandlungen, Essays und Rezensionen über die avantgardistischen Tendenzen in der Kunst und beschrieb die epochalen Nachwirkungen des Manierismus auf die Ästhetik der Moderne. Für sein Werk erhielt er zahlreiche Auszeichnungen, darunter 1991 den internationalen Preis für Kunstkritik, Valentino d’Oro.
Gegenwärtig ist Achille Bonito Oliva Professor für Zeitgenössische Kunst an der Sapienza-Universität von Rom.

## Schriften
- Günter Wirth nella galleria d’arte IL BILICO Roma 2. Januar 1967. ISBN 3-87574-102-1.
- Gewalttätigkeit als objet trouvé. Retrospektive Wolf Vostell 1958–1974. Neue Nationalgalerie Berlin, Berlin, 1974.
- Im Labyrinth der Kunst. Übersetzung von Isolde Eckle. Merve, Berlin 1982, ISBN 3-88396-025-X.
- Dialoghi d’artista. Incontri con l’arte contemporanea 1970–1984. Electa, Mailand 1984, ISBN 88-435-1072-X, (italienisch, englisch).
- Italian Transavantagarde. (Original 1980), Giancarlo Politi, Mailand 1992, ISBN 88-7816-038-5, (englisch).
- Eingebildete Dialoge. Merve, Berlin 1992, ISBN 978-3-88396-097-5.
- Die Ideologie des Verräters. Manieristische Kunst – Kunst des Manierismus. Übersetzung von Heinz-Georg Held, DuMont, Köln 2001, ISBN 3-7701-5424-X.
- Fathi Hassan, Contenitori di sogni. Charta, Mailand 2000.
- mit Luigi Meneghelli: Fathi Hassan. Charta, Mailand 2000, ISBN 88-8158-284-8.